# Slaget om Iwo Jima
Slaget om Iwo Jima, eller Operation Detachment, var ett stort slag under andra världskriget mellan japanska och amerikanska styrkor. Slaget pågick mellan 19 februari och 26 mars 1945 på den japanska ön Ioto, som av den japanska flottan felaktigt kallades Iwo-jima. Det synnerligen blodiga slaget var det näst sista stora slaget under Stillahavskriget, del av andra världskriget som utkämpades i Stilla havet samt Ost- och Sydostasien. Filmerna Flags of Our Fathers (2006) och Letters from Iwo Jima (2006), samt Yukiko Dukes bok Breven från Iwo Jima (2008) handlar om händelsen.

## Slaget

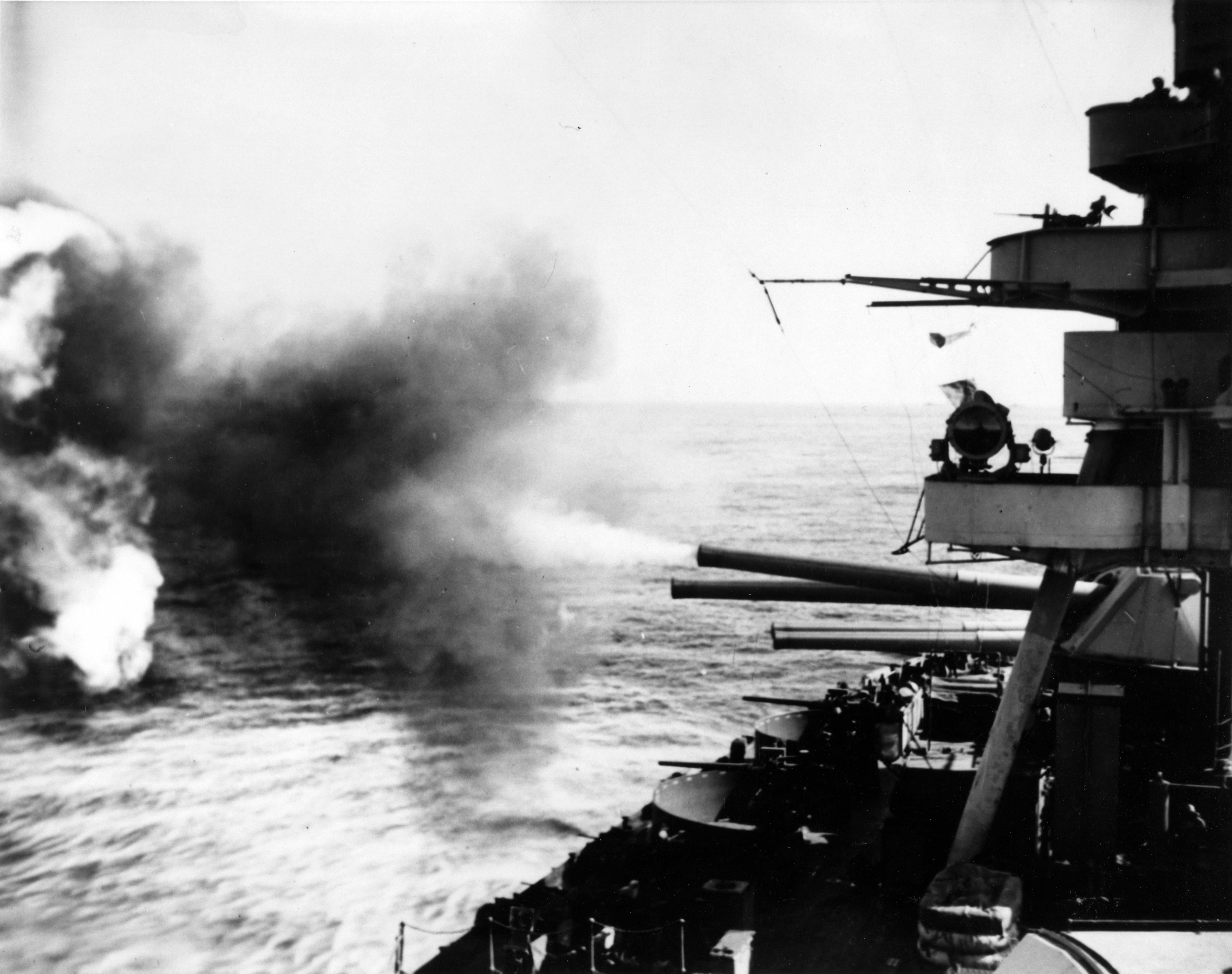
bombarderar japanska ställningar på Iwo Jima den 16 februari 1945.

Efter att Stillahavskriget inletts 7 december 1941 (se attacken mot Pearl Harbor) följt av stora japanska framgångar 1941–1942 hade de allierade styrkorna från och med våren 1943 successivt kämpat sig fram genom Stilla havets övärld och alltmer närmat sig de japanska huvudöarna. I inledningen av 1945 var Japan i princip besegrat, men det fanns fortfarande inga tankar om kapitulation hos militärledningen. De japanska styrkorna som försvarade ön leddes av generalen Tadamichi Kuribayashi och han hade cirka 21 000 man till sitt förfogande. Inför det väntade amerikanska angreppet hade man förberett försvaret minutiöst med tunnlar, underjordiska bunkerkomplex, minfält och en oerhörd mängd artilleripjäser. Ön var i princip förvandlad till en gigantisk fästning.
Det amerikanska angreppet inleddes tidigt på morgonen 19 februari med mycket omfattande bombangrepp och beskjutning från slagskepp. Flygbombningar var emellertid ganska verkningslösa mot många av de japanska befästningsverken. Klockan 08.59 började marinkårssoldater från 3rd Marine Division, 4th Marine Division och 5th Marine Division som tillsammans utgjorde V Amphibious Corps stiga iland på stränderna utan något nämnvärt japanskt motstånd. Först när landstigningsstränderna var fylld med soldater och material så öppnade de japanska försvararna eld, helt enligt general Kuribayashis planer. I och med de japanska styrkornas stora tillgång på artilleripjäser blev landstigningen mycket svår och blodig för de allierade. Redan landstigningsdagen förlorade USA tusentals man i dödade och sårade. I det långa loppet kunde emellertid inte de japanska styrkorna stå emot den amerikanska överlägsenheten i manskap och utrustning. Som på alla andra krigsskådeplatser kämpade japanerna heroiskt då samurajtraditionen förbjöd kapitulation även i hopplösa lägen. Av garnisonen på 22 000 man överlevde ca tvåhundra japaner. De allra sista japanerna på ön gav upp först 1949, då de hittade en utriven tidningsartikel om att Japan hade givit upp kriget. 1971 hittade man ett fåtal japaner som inte visste att kriget var slut. Dessa Japaner hade gömt sig i en hemlig grotta. Antalet stupade amerikanska soldater uppgick till drygt 7 000 och 20 000 sårade.
De första soldaterna som placerade den amerikanska flaggan på Suribachiberget, också kallad "Den höga flaggpunkten", var soldaterna Mike Strank, Harlon Block, Franklin Sousley, Ira Hayes, Rene Gagnon och John Bradley. Efter att Iwo Jima erövrats återstod bara en stor ö innan en invasion av de japanska huvudöarna kunde inledas (se slaget om Okinawa).

## Film och dokumentärer
- Filmen Nationens hjältar (1949; Sands of Iwo Jima) med John Wayne i huvudrollen
- Filmerna Flags of Our Fathers (2006) och Letters from Iwo Jima (2006) av Clint Eastwood
- Del åtta av den amerikanska TV-serien The Pacific utspelar sig under slaget.

## Se även

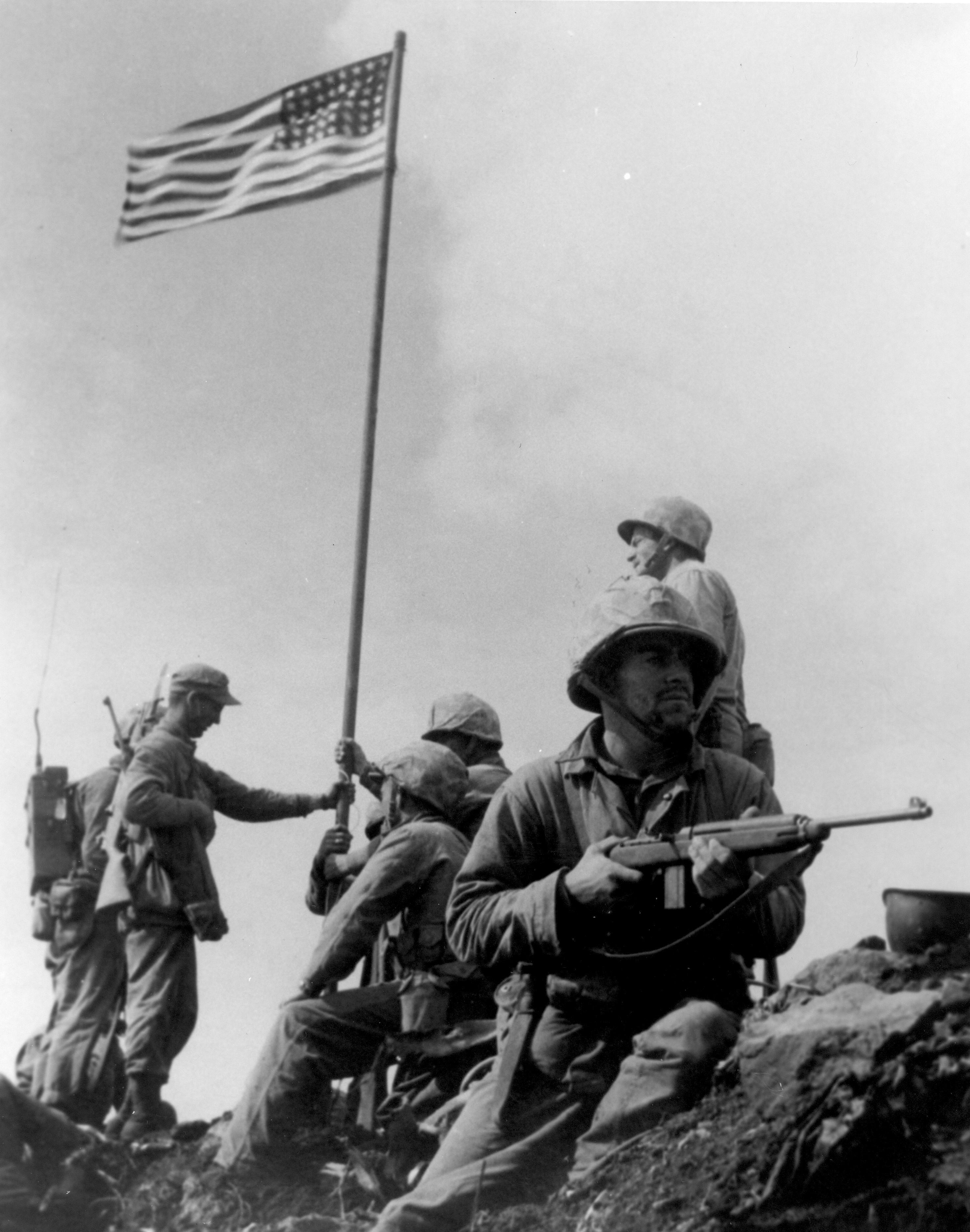
Den första flaggresningen på Iwo Jima. Flaggan togs iland av 2nd Battalion, 28th Marines och restes på toppen av Mount Suribachi 10:20 den 23 februari 1945.